# 有疣英雄蟹
有疣英雄蟹（学名：Achaeus tuberculatus）为蜘蛛蟹科英雄蟹属的动物。分布于朝鲜、日本，包括东海、胶州湾等海域，生活环境为海水，主要生活于水深30-200米的泥质或泥沙质底以及有时在具碎贝壳的海底上。